# Håkon Aalrust
Håkon Aalrust (Asker, 5 januari 1998) is een Noors voormalig wielrenner en veldrijder.

## Erelijst
2015
 Noors kampioen veldrijden, junioren
2019
Stadsprijs Geraardsbergen

## Ploegen
- 2017 –  Team Coop
- 2018 –  Team Coop
- 2019 –  Team Coop
- 2020 –  Joker Fuel of Norway
- 2021 –  Global 6 Cycling
- 2022 –  Team Coop
- 2023 –  Team Coop-Repsol

Aalrust · Becking · Berlin · Bongiorno · Hansen · Jones · Koerjanov · Mitri · O'Donnell · Paluta · Pettersen · Pithie · Sessler · Steinacher